# Geert Wilders

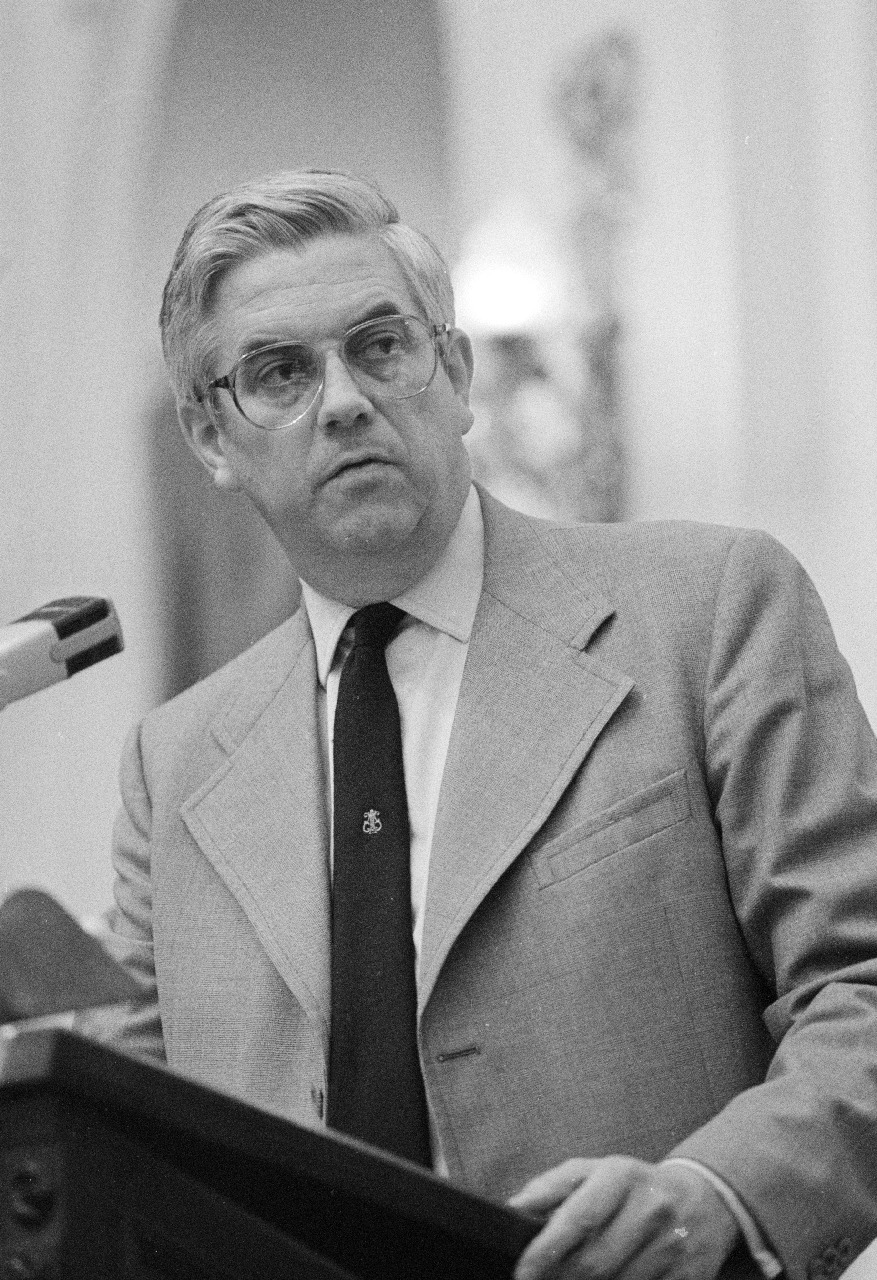
Wilders empezó su vida política bajo su mentor Frits Bolkestein.

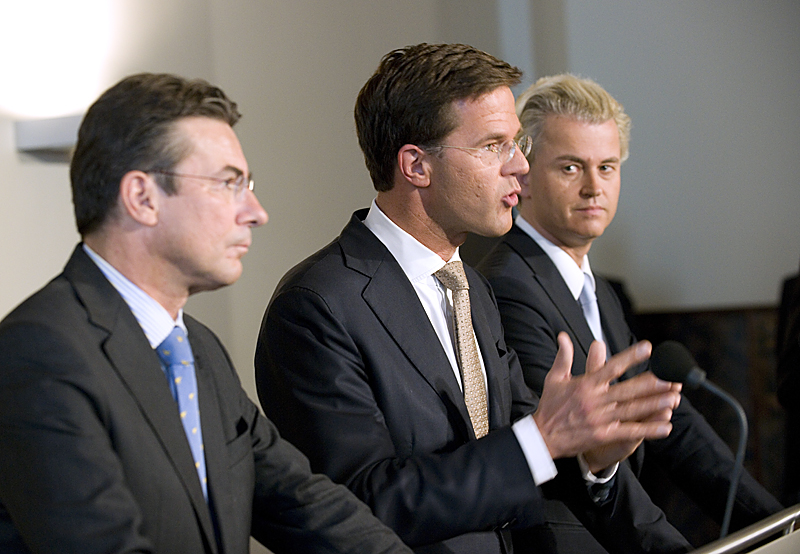
Geert Wilders (derecha) junto con los líderes de VVD y CDA después de las elecciones de 2010.

Geert Wilders (AFI: [ˈɣeːrt ˈʋɪldərs]; n. Venlo, 6 de septiembre de 1963) es un político neerlandés y líder del Partido por la Libertad, un partido político nacionalista y de derecha populista de los Países Bajos.  Ha sido descrito por distintos medios de comunicación como populista y calificado como de extrema derecha.
El 4 de septiembre de 2020 fue condenado por el tribunal holandés por insultos grupales, tras los comentarios que hizo sobre la diáspora marroquí en Países Bajos. 

## Vida política
El interés de Wilders por la industria de los seguros de salud lo impulsó a entrar en el mundo de la política como escritor de discursos para el Partido Popular por la Libertad y la Democracia (VVD), partido conservador-liberal. Empezó su carrera política como asesor parlamentario, especializado en política exterior, del líder del partido Frits Bolkestein entre 1990 y 1998. Durante este periodo, Wilders hizo numerosos viajes y visitó países de Oriente Medio, incluidos Irán, Siria, Jordania, Egipto e Israel. Bolkestein fue el primer político neerlandés que expresó preocupación por las consecuencias de la inmigración masiva en la sociedad neerlandesa, con duras opiniones contra la inmigración musulmana. Fue un modelo para Wilders no solo en sus ideas, sino también en su discurso de confrontación. El analista político Anno Bunnik describió posteriormente a Wilders como un «aprendiz de brujo» de Bolkestein.
Desde 1998 es diputado del Parlamento de los Países Bajos. Inicialmente lo hizo como miembro del VVD, pero en 2004 se separó del VVD por desacuerdos políticos y fundó su propia organización: el Partido por la Libertad (PVV), un partido político nacionalista y de derecha populista. 
El 27 de marzo de 2008, Wilders publicó en Internet su película Fitna, que consiste en la recitación de versos del Corán. En su artículo 'Los orígenes religiosos de la violencia musulmana', el arabista holandés Johannes J.G. Jansen relata cómo él asesoró a Wilders en la realización de Fitna. Wilders contrató a un recitador profesional del Corán oriundo de Egipto. Jansen relata que al recitar el verso del Corán 8:60, que contiene la admonición “aterrorizarás a los enemigos de Alá”, el recitador dijo “aterrorizarás” dos veces seguidas, aunque el texto contiene la palabra solo una vez.
Wilders recibe importantes fondos del multimillonario estadounidense de extrema derecha Robert Shillman a través de la Fundación Horowitz.
Geert Wilders ha sido acusado varias veces de incitación al odio. En una ocasión fue acusado criminalmente de insultar a grupos religiosos y étnicos e incitar al odio y la discriminación, hecho por el que fue juzgado entre los años 2010 y 2011. Fue declarado no culpable en junio de 2011. En 2016, volvió a juicio y fue declarado culpable de incitación al odio y de alentar la discriminación contra los marroquíes, pero no sufrió ningún castigo.
En las elecciones generales de 2017, el PVV quedó en segundo lugar y logró pasar de 15 a 20 escaños.En las de 2021 volvió a quedar en segundo lugar, con 17 escaños.
En las elecciones generales de 2023, el PVV quedó en primer lugar con 37 escaños. 

## Posiciones políticas
A pesar de que los medios generalmente lo han descrito como populista y lo han situado en la extrema derecha, Wilders se negó durante mucho tiempo a alinearse con los líderes de extrema derecha europeos como Jean-Marie Le Pen y Jörg Haider, y lo hizo, en cambio, con posiciones liberales de derecha. Declaró al respecto, "Mis aliados no son Le Pen ni Haider... Nunca nos uniremos a los fascistas y mussolinianos de Italia. Tengo mucho miedo de que me vinculen con los grupos fascistas de derecha equivocados", y agregó que su impulso, en cambio, eran asuntos como la libertad de expresión y la iconoclasia neerlandesa. Wilders veía a la primera ministra británica Margaret Thatcher como su mayor modelo político a seguir. La figura del Partido Popular por la Libertad y la Democracia, Frits Bolkestein, también influyó mucho en sus creencias.
Más recientemente, sin embargo, Wilders ha trabajado con Marine Le Pen, de la Agrupación Nacional, en un intento inicialmente desafortunado pero finalmente exitoso de formar un grupo parlamentario en el Parlamento Europeo que ahora incluye partidos de nueve países, entre ellos, el Partido de la Libertad de Austria, la Liga Norte de Italia, y el Vlaams Belang de Bélgica.
Wilders se opone firmemente al sistema político neerlandés en general. Él cree que hay una élite gobernante de parlamentarios que solo se preocupan por sus propias carreras personales y hacen caso omiso de la voluntad del pueblo. También culpa al sistema neerlandés de Gobiernos de coalición multipartidista por la falta de políticas claras y efectivas. En su opinión, la sociedad neerlandesa aboga por el Gobierno por consenso y el relativismo cultural, mientras que él cree que esto debería cambiar para "no tolerar a los intolerantes".
En cuanto a las relaciones exteriores, Wilders ha apoyado en gran medida a Israel y ha criticado a los países que percibe como enemigos de Israel. Además, ha hecho algunas propuestas en el Parlamento neerlandés inspiradas en las políticas israelíes: por ejemplo, apoya la implementación de la detención administrativa al estilo israelí en los Países Bajos, una práctica muy criticada por los grupos de derechos humanos pero que Wilders llama "sentido común".
Muy crítico con el islam, Wilders ha comparado el Corán con Mi lucha y ha hecho campaña para prohibir este libro en los Países Bajos. Aboga por poner fin a la inmigración de los países musulmanes y apoya la prohibición de la construcción de nuevas mezquitas.
Wilders a menudo menciona a Henk e Ingrid en sus discursos, sujetos neerlandeses ordinarios ficticios para quienes dice trabajar. Henk e Ingrid representan en la jerga política nacional al neerlandés medio, el "corazón y la columna vertebral de la sociedad neerlandesa". Han sido comparados con Joe el fontanero en los medios neerlandeses (aunque "Joe" es una persona real). Henk e Ingrid viven en un barrio de Vinex, tienen dos hijos que asisten a la escuela y un ingreso medio; ambos trabajan fuera de casa. Antes votaban por el PvdA pero ahora votan por el PVV.
Wilders también ha revivido la vieja idea de unificar Flandes con los Países Bajos.
Wilders publicó la versión de su manifiesto político llamado Klare Wijn ('Vino Claro') en marzo de 2006. El programa proponía la implementación de diez puntos clave:
- Reducción considerable de impuestos y regulaciones estatales.
- Sustitución del actual artículo 1 de la Constitución neerlandesa, que garantiza la igualdad ante la ley, por una cláusula que establezca el predominio cultural de las tradiciones cristiana, judía y humanista.
- Reducción de la influencia de la Unión Europea, que ya no podría incorporar nuevos Estados como miembros, especialmente Turquía; el Parlamento Europeo sería abolido; las contribuciones financieras neerlandesas a la Unión Europea se reducirían en miles de millones de euros.
- Una moratoria de cinco años sobre la inmigración de extranjeros no occidentales que tengan la intención de permanecer en los Países Bajos; los residentes extranjeros ya no tendrían derecho a votar en las elecciones municipales.
- Restauración de los estándares educativos, con énfasis en el valor educativo de la familia.
- Introducción de referendos vinculantes y elección de alcaldes, jefes de Policía y primeros ministros.
- Introducción de penas mínimas y penas máximas más altas; introducción de la detención administrativa para sospechosos de terrorismo; el terrorismo callejero sería castigado con campos de entrenamiento, la desnaturalización y deportación de los infractores inmigrantes.
- Restauración del respeto y mejor compensación para maestros, policías, trabajadores de la salud y personal militar.
- En lugar de una reorganización complicada, un sistema de salud más accesible y humano, especialmente para los ciudadanos mayores.[40]